# レーヴェンシュタイン
レーヴェンシュタイン (ドイツ語: Löwenstein, ドイツ語発音: [ˈløːvn̩ʃta‿in]) はドイツ連邦共和国バーデン＝ヴュルテンベルク州ハイルブロン郡に属す、州ではよく知られた保養地となっている小都市で、ハイルブロン市の南東20kmに位置する。

## 地理

### 位置
この都市は、ズルム川上流域、レーヴェンシュタイン山地周縁部の標高220mから550mに位置する。1970年代に造られた人造湖ブライテナウアー湖が市域の一部を占める。

### 隣接する市町村
レーヴェンシュタインに隣接する市町村は、南から時計回りに、オーバーシュテンフェルト（プレフォルシュト地区、ルートヴィヒスブルク郡）、バイルシュタイン、ラウフェン・アム・ネッカー（飛び地 シュタットヴァルト・エッツレンスヴェンデン）、ウンターグルッペンバッハ、レーレンシュタインスフェルト、オーバーズルム、ブレッツフェルト（ホーエンローエ郡）、ヴュステンロートである。オーバーシュテンフェルトとブレッツフェルト以外は、いずれもハイルブロン郡に属す。レーヴェンシュタインは、オーバーズルムと共に行政共同体を形成する。

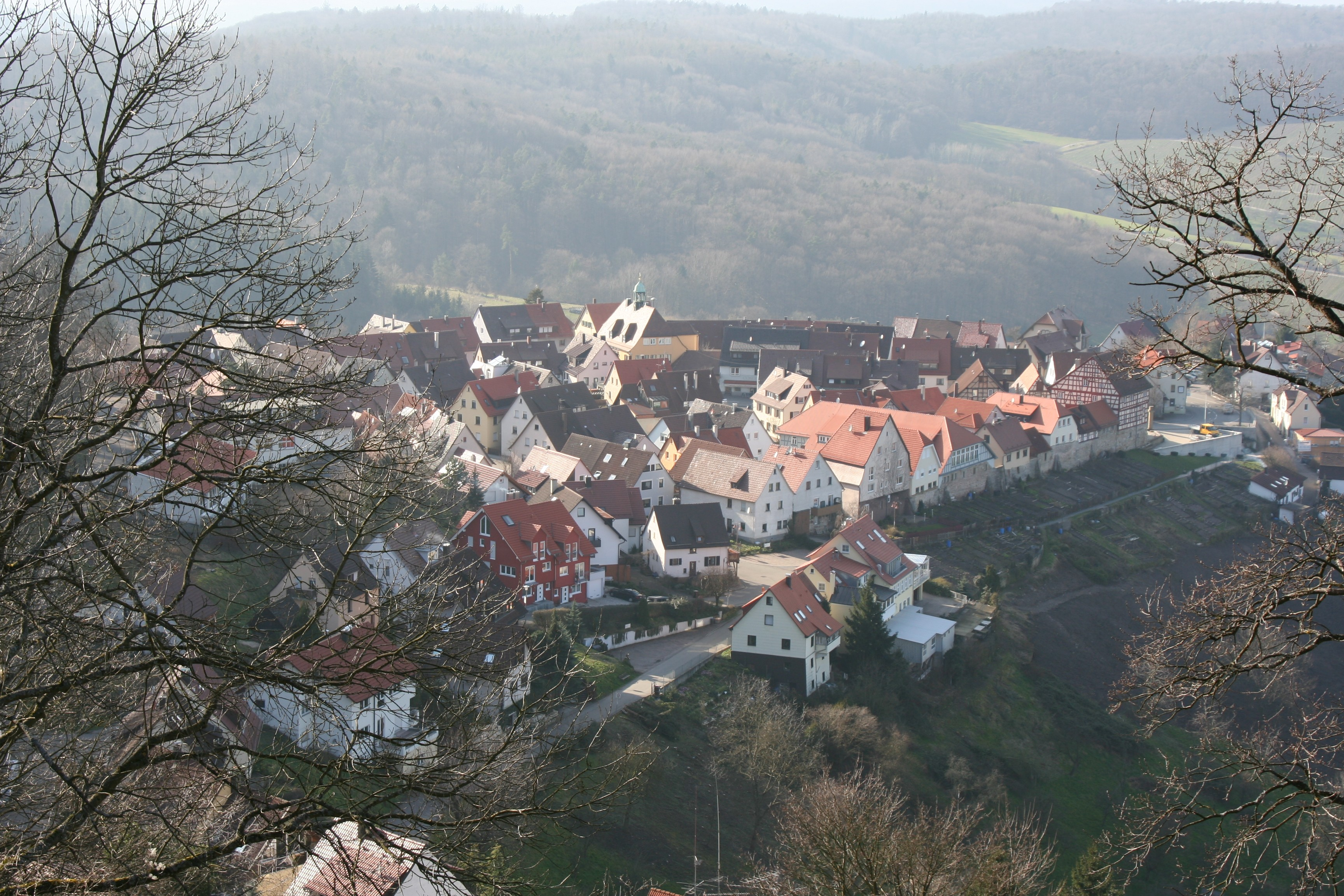
東側から見たレーヴェンシュタイン

### 市の構成
レーヴェンシュタイン市には、中核地区の他にヒルヴァイラー地区、ヘスリンジュルツ地区、リヒテンシュテルン地区（旧修道院、現在はリヒテンシュテルン教団）、ライザハ地区、リッテルホーフ地区、トイサーバート地区からなる。シュトックスベルクの狩りの家がある、標高538.9mのシュトックスベルクの山頂もレーヴェンシュタイン市に属すが、この山の北斜面および東斜面は隣接するバイルシュタイン市のシュトックスベルク地区に属している。

## 歴史

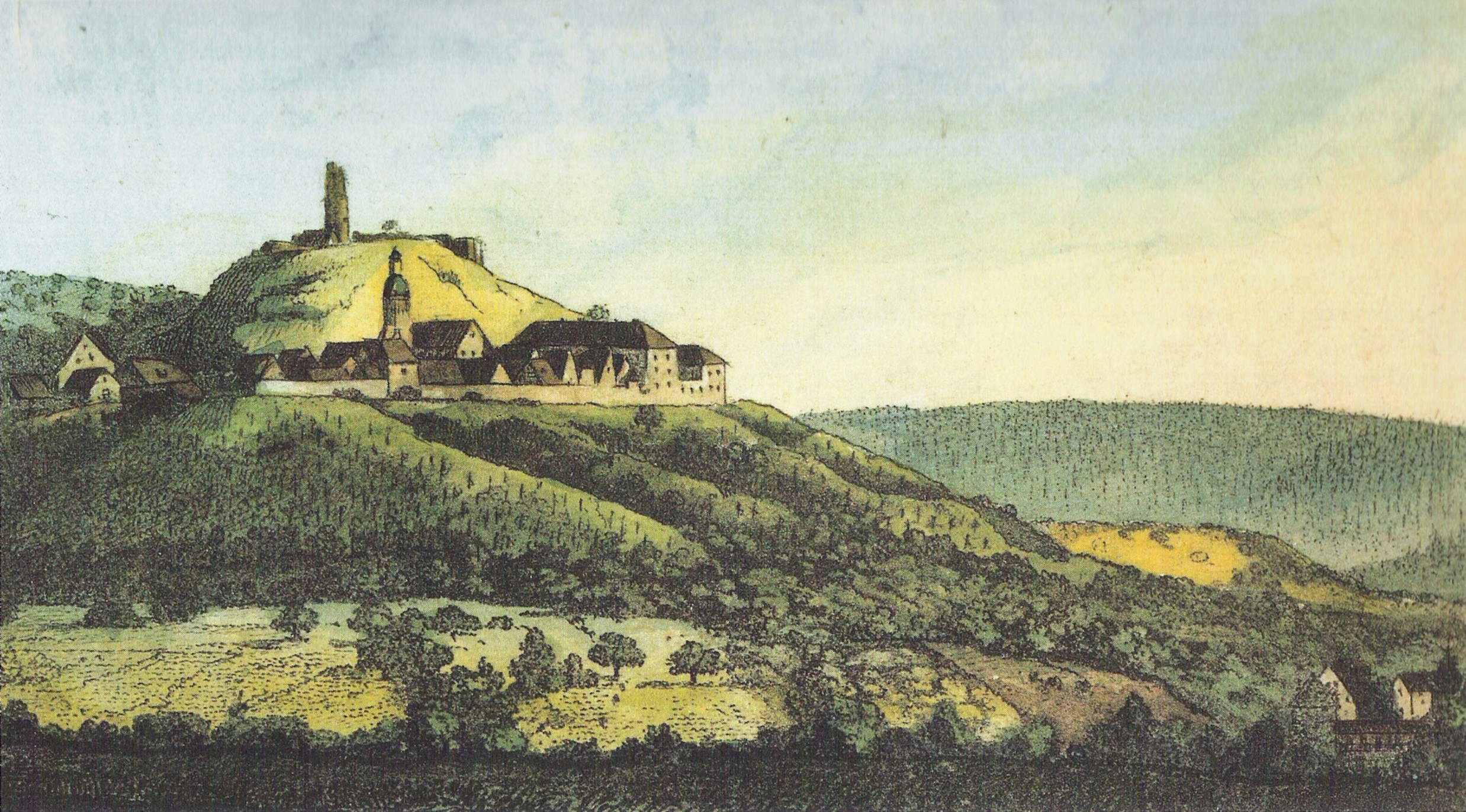
1820年頃のレーヴェンシュタイン北景

レーヴェンシュタイン城は、1090年にカルフ伯によって建設され、これにより、その傍系はレーヴェンシュタイン伯（13世紀の終わりに断絶した）を名乗った。この城の麓にある村は、1123年に初めて文献に記録され、1287年に皇帝ルドルフ1世により都市に昇格された。城と町は1277年にヴュルツブルク司教区に、その後すぐにハプスブルク領に編入された。1441年にはプファルツ選帝侯がレーヴェンシュタインを獲得した。プファルツ選帝侯フリードリヒ1世の息子であるルートヴィヒ1世は、第3のレーヴェンシュタイン伯家を創設した。1504年、ランツフート継承戦争の際に、レーヴェンシュタインはヴュルテンベルク公ウルリヒに占領された。レーヴェンシュタイン伯は、1510年に婚姻によりヴェルトハイム周辺のヴェルトハイム伯領を獲得し、1584年にその地へ移転して以降（現在も）レーヴェンシュタイン＝ヴェルトハイム伯を名乗った。三十年戦争では、レーヴェンシュタインも甚大な被害を受け、一時期は廃墟となった。レーヴェンシュタインは、1810年にヴュルテンベルクのオーバーアムト・バックナンクに、1812年にオーバーアムト・ヴァインスベルクに編入され、このオーバーアムトが廃止される1926年までこれに属した。廃止後は、オーバーアムト・ハイルブロン（1938年からはハイルブロン郡）に編入された。第二次世界大戦では、1945年4月14日に連合軍の空襲を受け、市の3/4が破壊された。16世紀に建造されたレーヴェンシュタイン城も失われたものの一つである。この戦争後に、町は再建された。

### 宗教
現在のレーヴェンシュタインの市域は、かつてシトー会のリヒテンシュテルン修道院領であったが、1535年の宗教改革により放棄された。その後、修道院の旧領を管理するクロスターアムト（修道院管理庁）ができ、1807年まで存続した。アムトの廃止後に、1835年から子供のための養護組織となり、1865年には王立の組織になった。現在、この財団はレーヴェンシュタイン、オーバーズルム、ハイルブロン、エッピンゲンに施設を有している。
レーヴェンシュタインには、プロテスタントの教会組織がある。カトリックの信者らは、オーバーズルムのアファルトラハ地区にある教会組織に属している。

### 市町村合併
- 1971年1月1日: ヘスリンジュルツ

## 行政

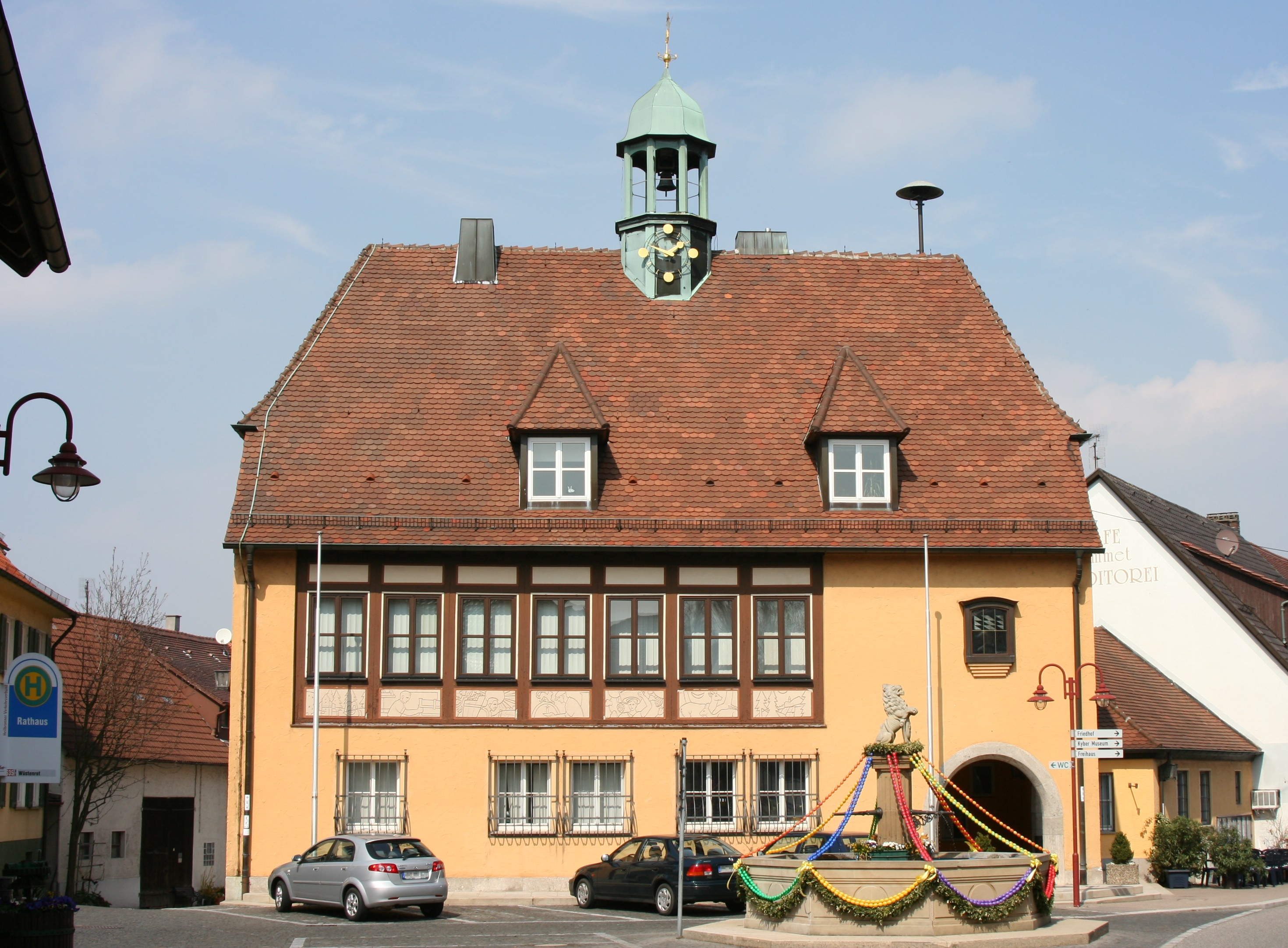
市役所

### 議会
レーヴェンシュタインの議会は、12人の議員からなる。議会は、これに議長を務める市長を加えて運営される。

### 紋章と旗
図柄: 上下2分割。上部は銀と青の斜め市松模様。下部は金地で三峰の青い山の上に赤いライオン。旗の城は青 - 白である。
レーヴェンシュタインの紋章は、1498年の市の印章に初めて登場し、その後すべてに現れている。三峰の上のライオン (=Löwen) は、カルフ伯家（その傍流がレーヴェンシュタイン伯を名乗った）の紋章デザインである。レーヴェンシュタイン市の紋章が、伯爵家の紋章と異なるのは、王冠をしていない点にある。銀と青の市松模様は、バイエルンの紋章で、プファルツ選帝侯フリードリヒ1世の息子でヴィッテルスバッハ家のルートヴィヒ・フォン・プファルツ＝バイエルンに由来する。ルートヴィヒは1494年に皇帝マクシミリアン1世にレーヴェンシュタイン伯として認められ、第3のレーヴェンシュタイン伯家を創設した。彼は古いレーヴェンシュタインの紋章に、自らの先祖伝来の紋章を追加することにした。両者を組み合わせた現在の紋章は、1494年以前にはありえないので、1494年から1498年の間に確立したものであると考えられる。

### 友好都市
- Traboch（オーストリア、シュタイアーマルク州）

## 文化と見所
レーヴェンシュタインは、ヴュルテンベルク・ワインの有名なワイン町であり、見所の多いヴュルテンベルク・ワイン街道沿いに位置している。

### 博物館
14世紀に建てられた保護文化財建造物フライハウスが、マンフレート・キーバー博物館に利用されている。

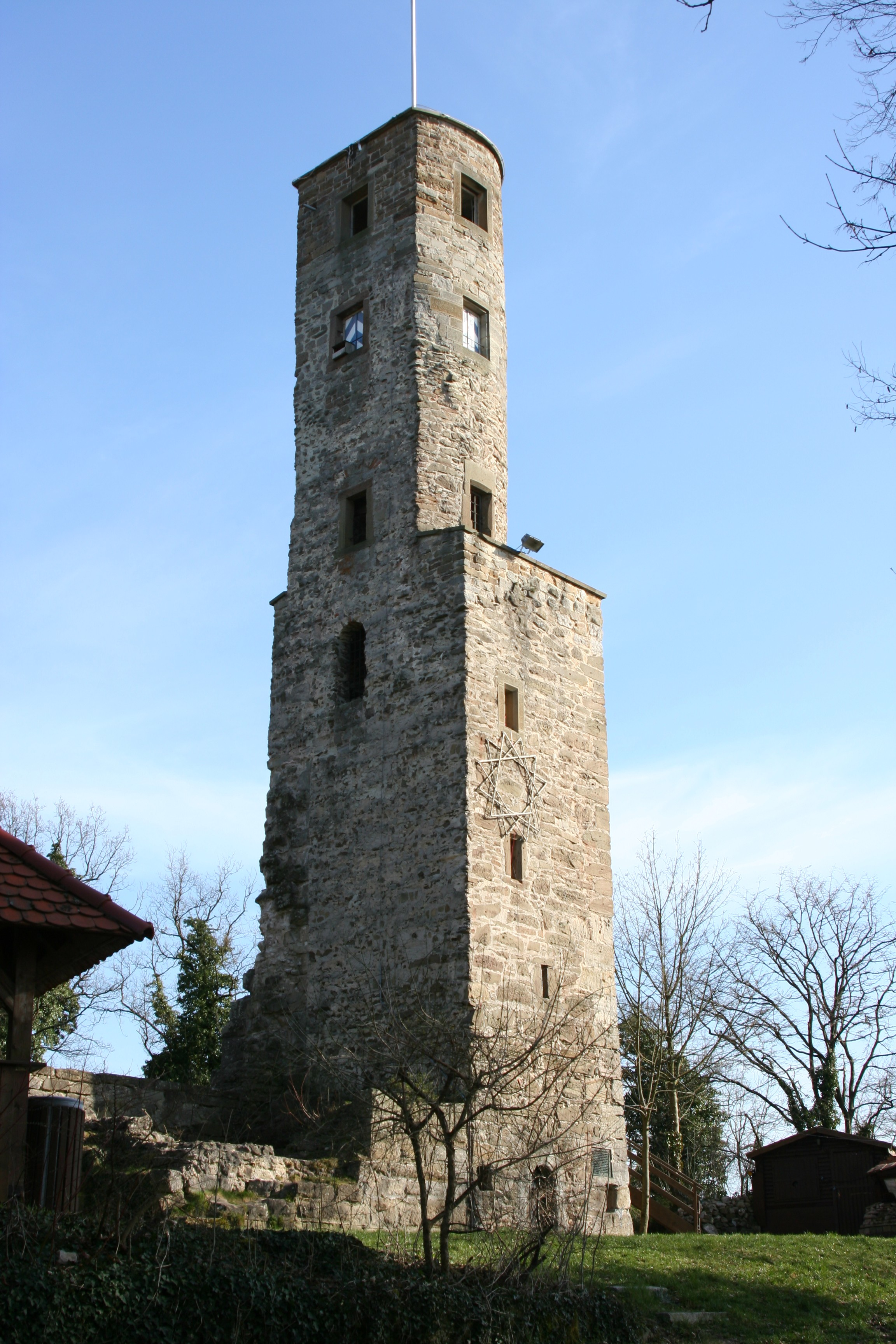
レーヴェンシュタイン城砦の塔

### 建築
- レーヴェンシュタイン城砦は1100年頃にカルフ＝レーヴェンシュタイン伯によって建造され、16世紀に放棄された。主な建造物としては、城門と再建された塔だけが遺っている。
- 市教会（1345年に初めて記録されている）は1760年から1763年に建てられたバロック様式の長堂建築で、東側に上層が八角形になった擬宝珠型の屋根を持つ塔が増築された。戦争で破壊された後、1946年から1953年にバロック様式の外観で再建された。塔の屋根は応急的に仮屋根であったが1974年に再建された。
- 市教会の近くに第二次世界大戦で破壊されたレーヴェンシュタイン城館があったが、現在は単に防壁と防衛施設の一部が遺るのみである。城館は1571年に建てられた3階建ての建築であった。この城館と共に、シュトゥットガルト図書館から疎開していた書物や美術品が灰になった。現在遺っている防壁にある騎士像はプファルツ選帝侯フリードリヒ1世を映してシュヴァントハーラーとマイアーによって制作された。城館の地所には現在レーヴェンシュタイン侯領の営林局がある。先代の建物は戦争での破壊は免れたが、道路拡張のために取り壊され、1950年にここに移築された。
- 市役所は、破壊された1539年建造の歴史的市役所の代わりに1952年に建てられた。そのファサードには、集落の様子を描いたレリーフがある。その前にある、マルクトブルンネン（市場の泉）の中央にある柱の上ではライオン像が悠然とたたずんでいる。

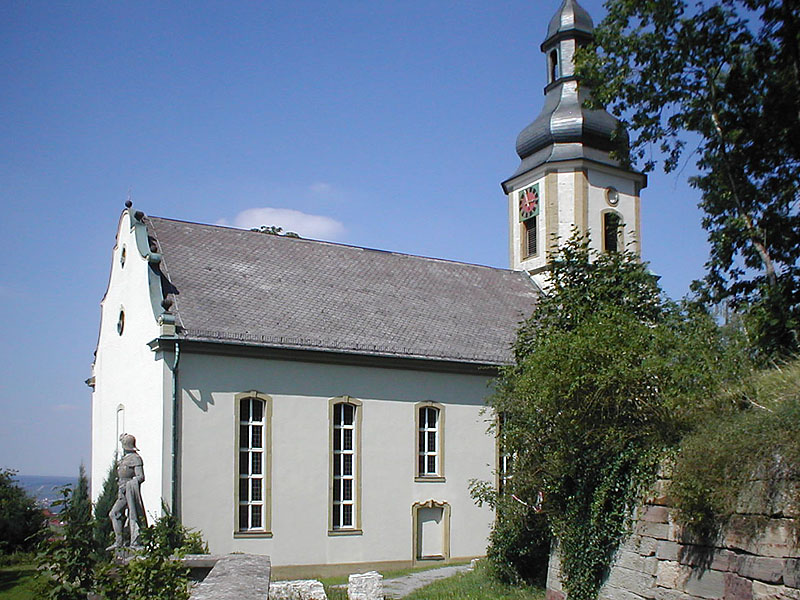
市教会
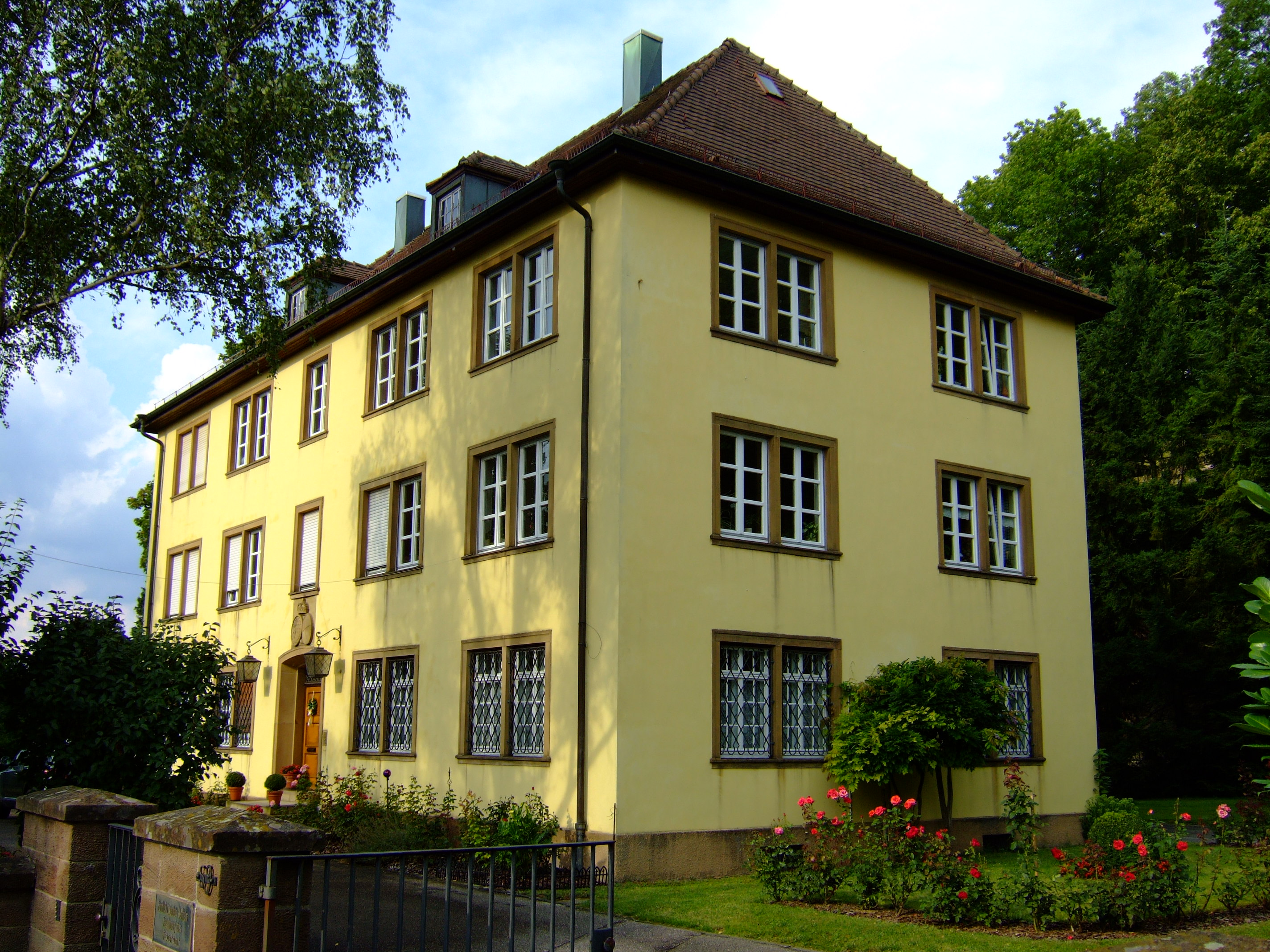
レーヴェンシュタイン侯領の営林局
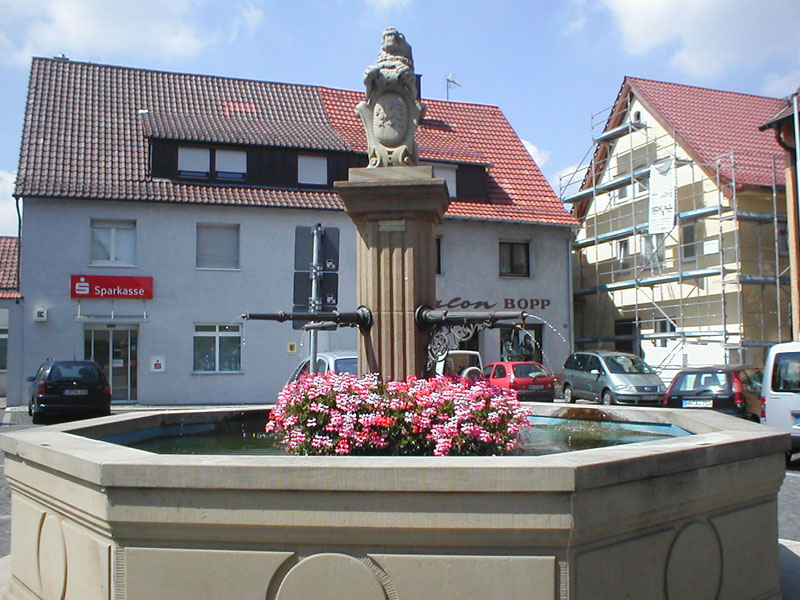
マルクトブルンネン

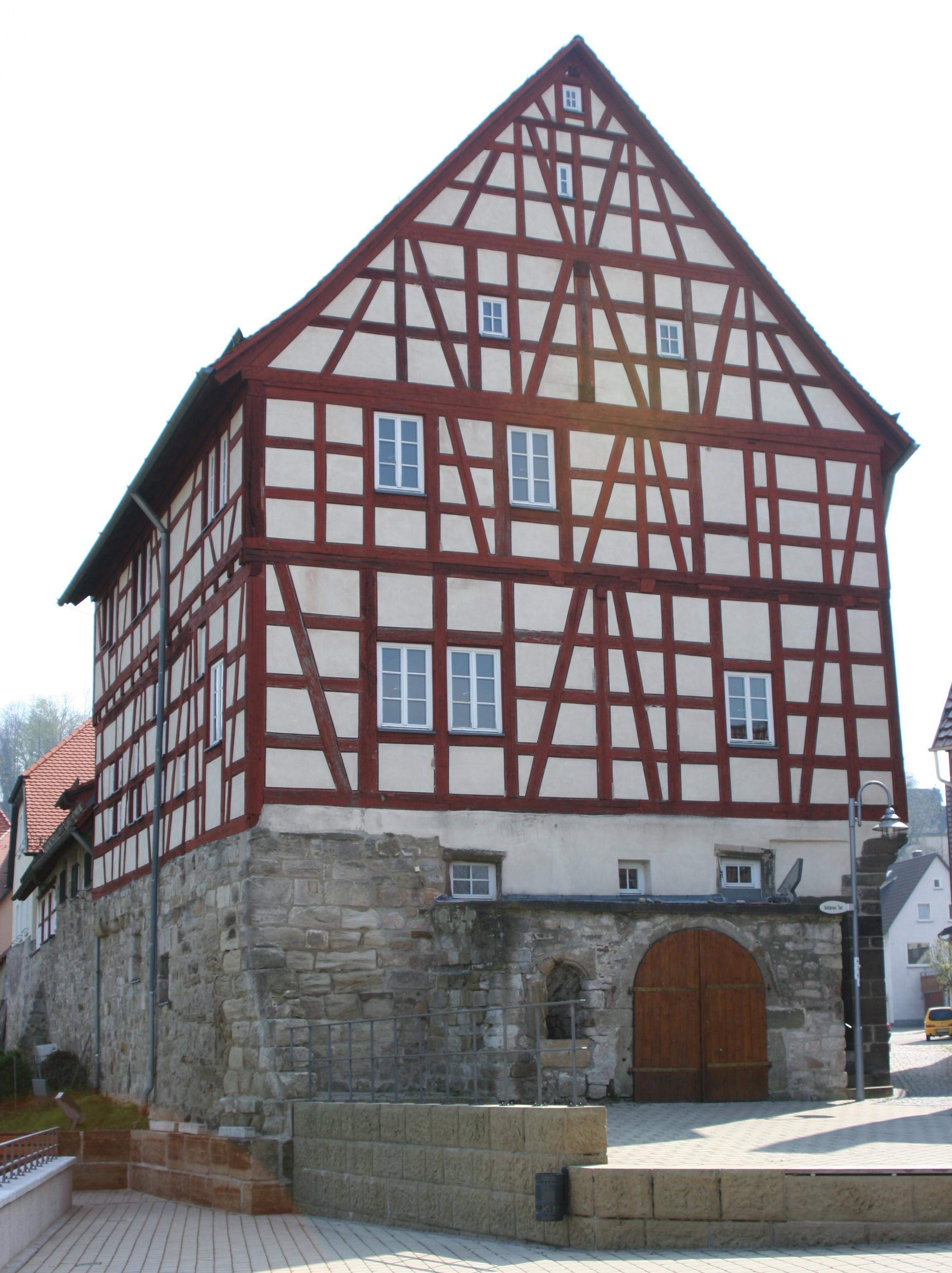
フライハウス

- 市壁にくっついたフライハウスは14世紀にはすでにあったことがわかっている。玄関には1609年と記されており、この時点で改築が行われた事を示している。17世紀にレーヴェンシュタイン伯が入手し、1776年に市民に売却されるまで隠居所として用いられていた。1988年から1993年まで補修が行われ、博物館として利用されている。
- 旧ワイン製造所は、1500年頃に建設され、1848年まで貴族が管理するワイン製造所となっていた。隣には、倉庫や役所が建っており、十分の一税のワインやブドウの絞り汁を保管・管理していた。この建物は、大きな修復を経てオフィスとして用いられている。
- 旧リヒテンシュテルン修道院（1242年創設）には、初期ゴシック様式の修道院教会、1859年に造られたネオゴシック様式の庭園礼拝堂、16世紀の世俗建築が遺されている。
- ラウターレック城（「トイサーの小城」ともいう）は、1623年の建築で、トイサーバート地区にある。

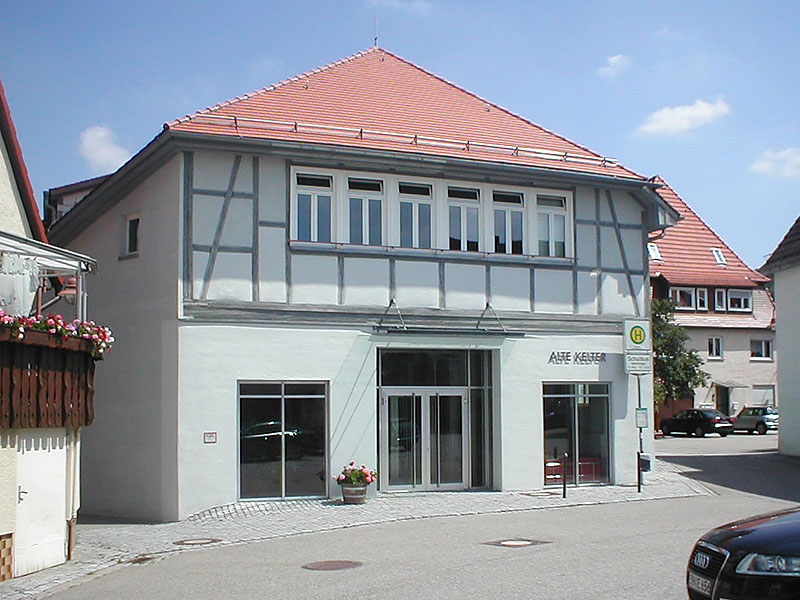
旧ワイン製造所
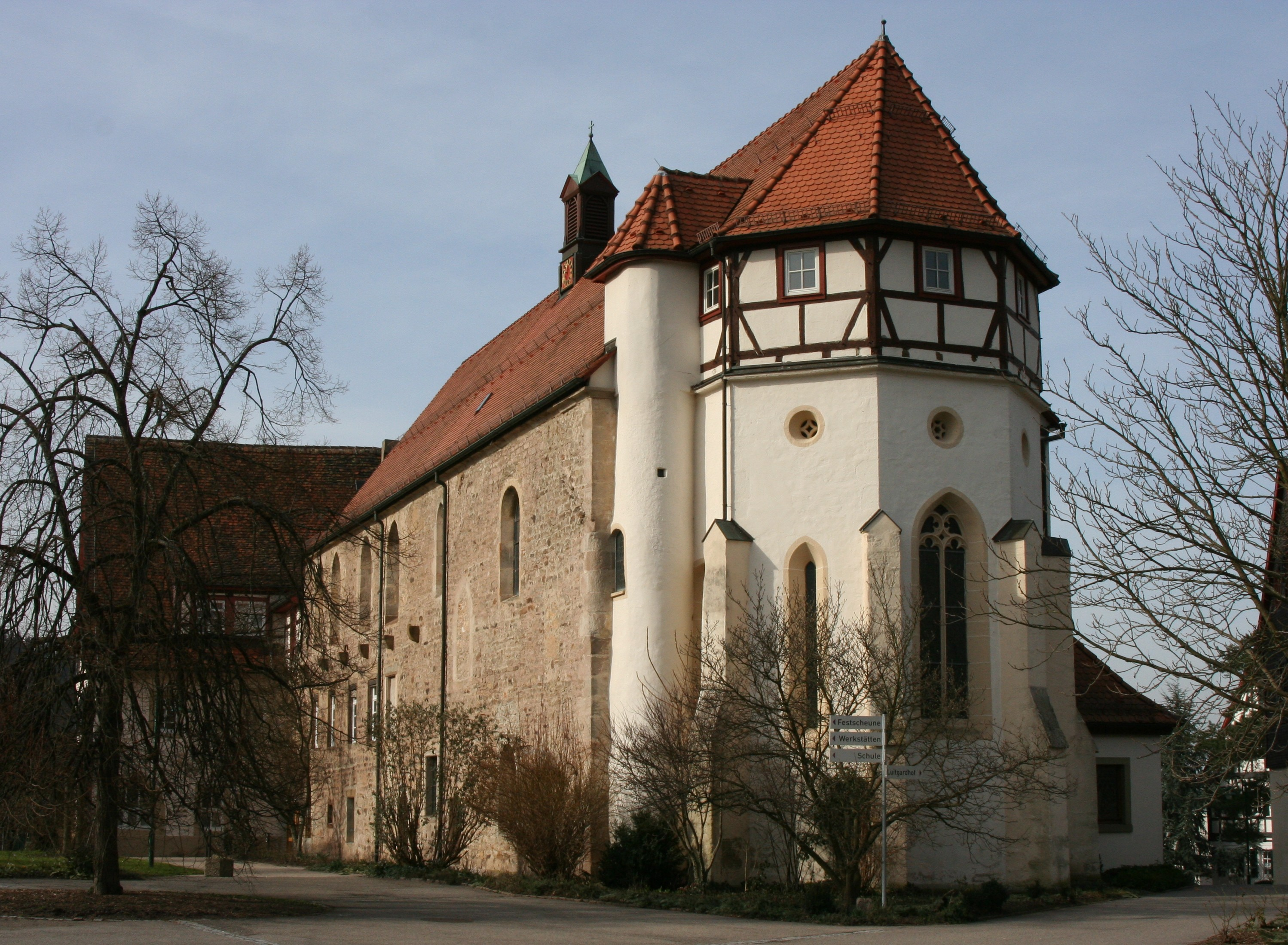
リヒテンシュテルン修道院教会
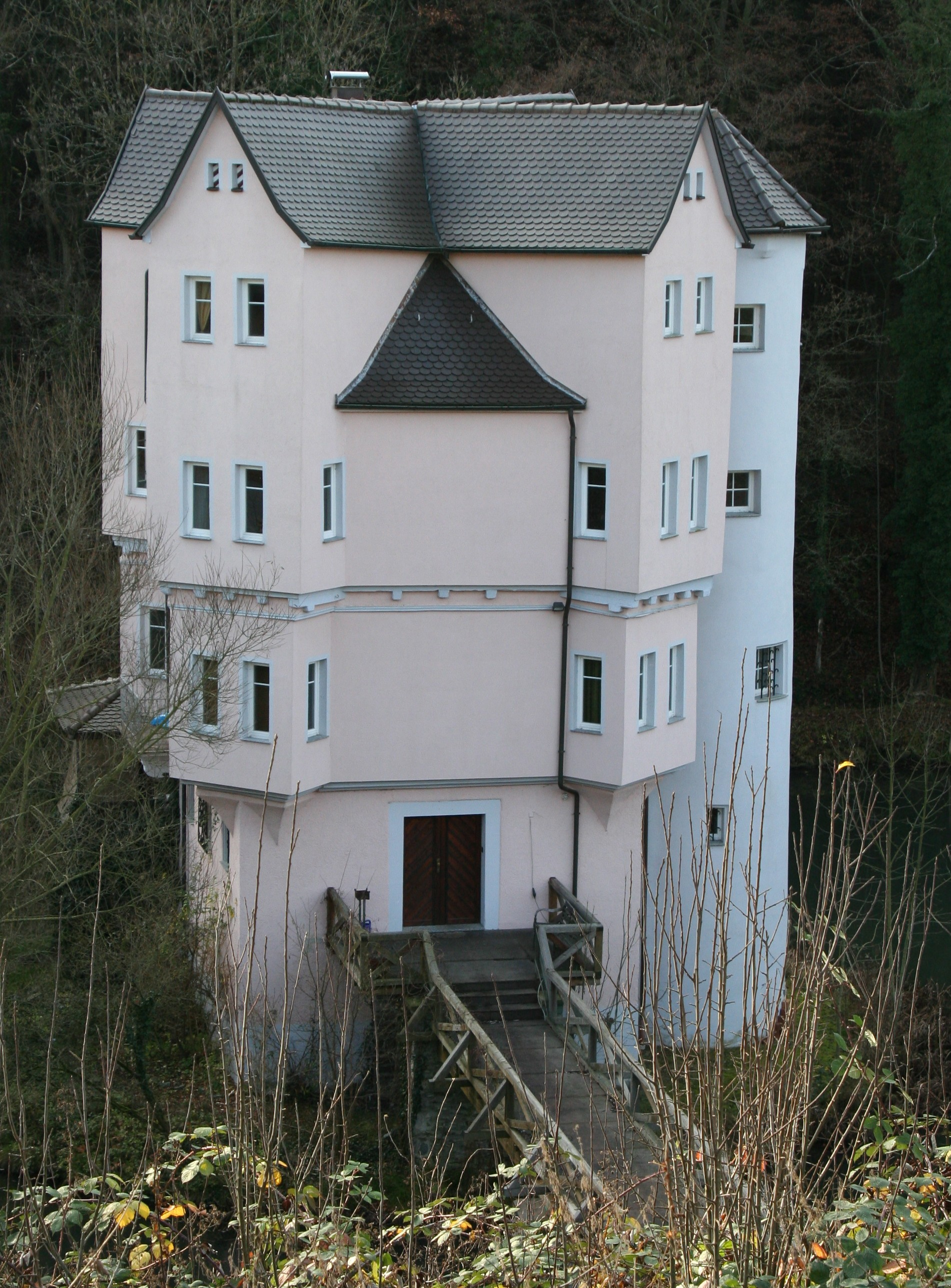
ラウターレック城

### レクリエーション、スポーツ施設

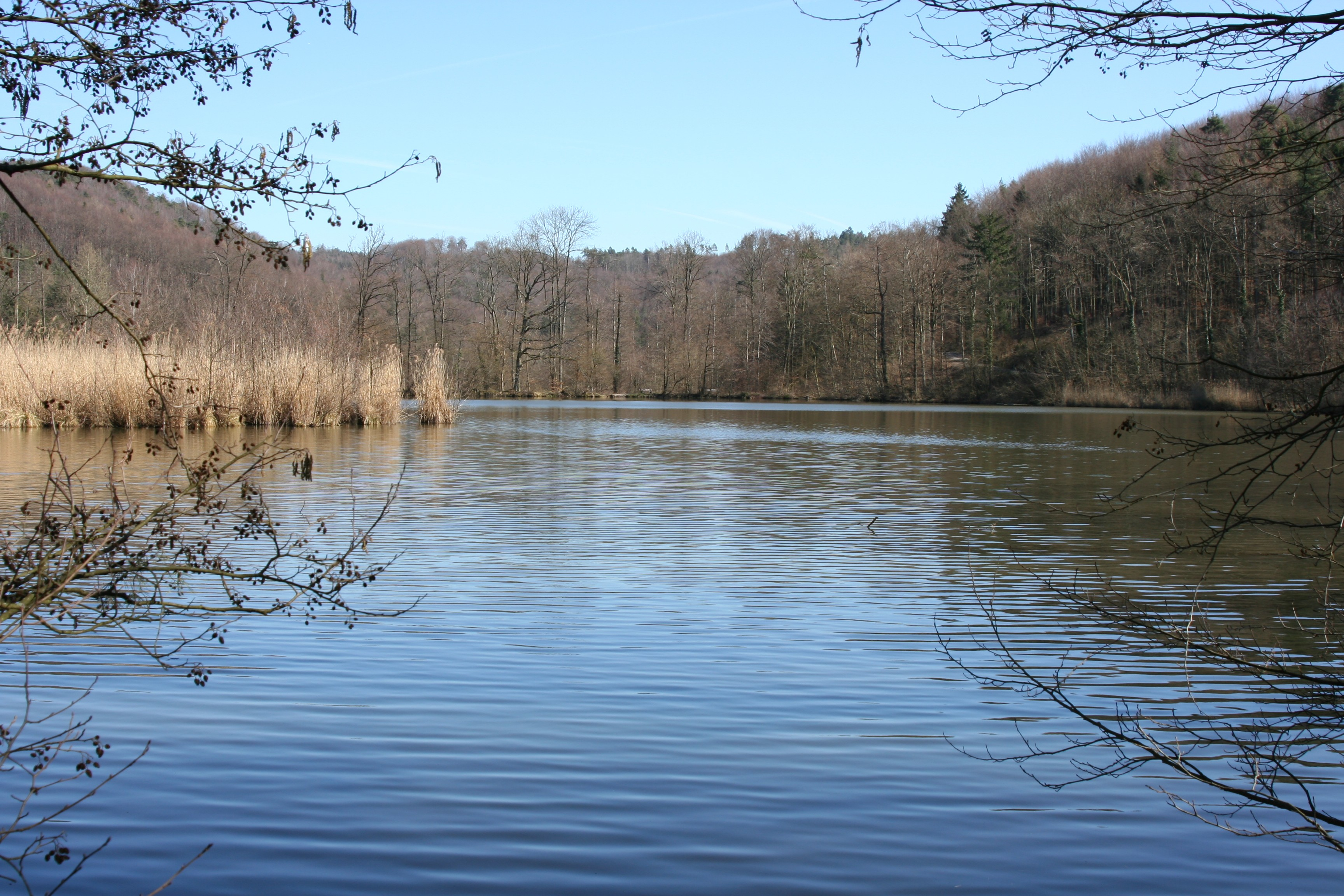
ブライヒ湖

1970年代に造られた人造湖であるブライテナウアー湖がレーヴェンシュタイン市の市域の一部にかかっている。レーヴェンシュタインからウンターグルッペンバッハのフォアホーフ方面へ向かう途中にブライヒ湖がある。この湖は1978年に指定された風景保存地区「ブライヒゼー」の中心にあたる。
ゼーミューレ地区には2004年から2006年にかけて TSV Löwensteinのサッカー場が造営された。

## 経済と社会資本
トイサーバート地区には、Mineralbrunnen Karl Rössle GmbH & Co KG（トイサー鉱泉）があり、鉱泉からミネラルウォーターをボトリングしている。年間1億本（ミネラルウォーター、レモネード、果実フレーバー飲料）が出荷され、Teusser und Löwensteinerの商標で販売されている。

### ブドウ栽培
ブドウ栽培は、レーヴェンシュタイン・ワイン醸造協同組合の加盟員と2つの独立系生産者によって営まれている。ここは、ヴュルテンベルク・ワインの産地区分では、ヴュルテンベルガー・ウンターラント地方のザルツベルク大地区およびショツァッハタール大地区にあたる。

### 交通
レーヴェンシュタインは、連邦道B39号線（フランケンシュタイン (プファルツ) - マインハルト）沿いに位置する。B39号線の、山間部の曲がりくねった区間は、暖かい季節には多くのオートバイ愛好者を惹きつける。レーヴェンシュタイン地区とヒルヴァイラー地区の間の展望台公園は、夏期期間中だけ営業している。

### メディア
レーヴェンシュタインでの出来事は、日刊紙 Heilbronner Stimmeのヴァインスベルガー・タール版 (WT)に掲載される。

### 公共施設

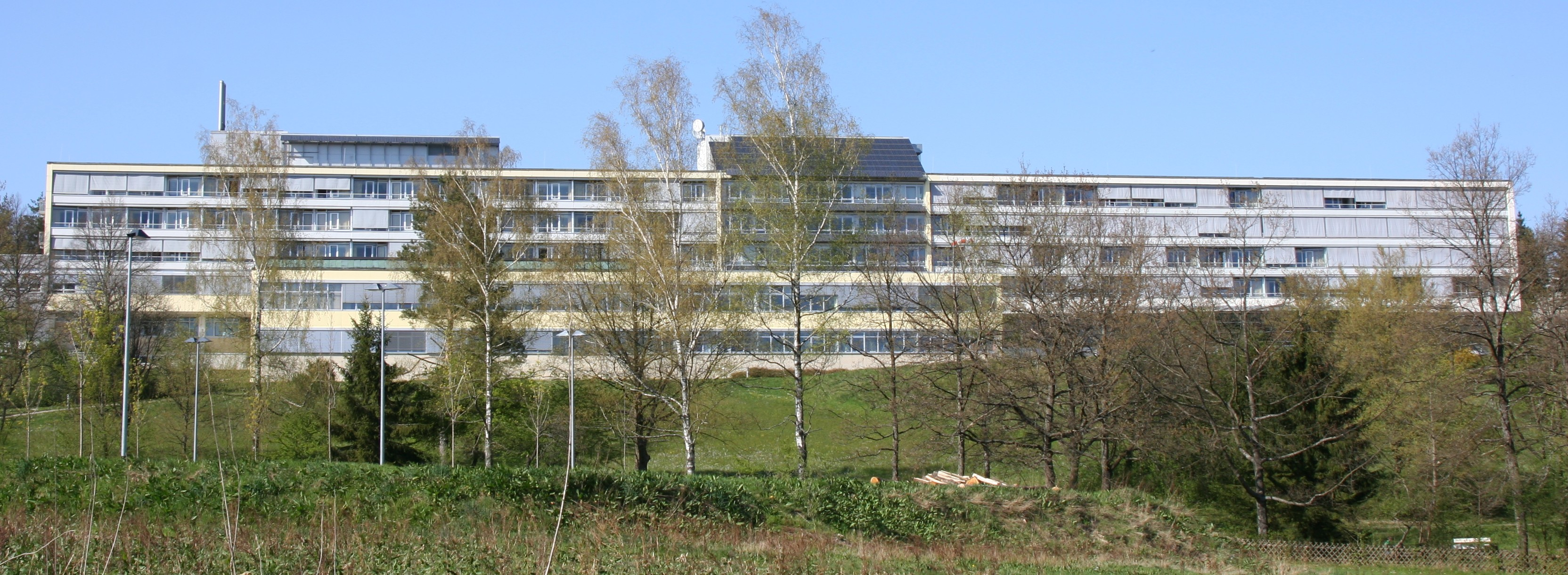
レーヴェンシュタイン病院

レーヴェンシュタインのヒルヴァイラー地区の近くには、1960年に肺病専門病院として開業した、レーヴェンシュタイン病院がある。

## 人物

### 出身者
- リヒャルト・ホーリー（1902年 - 1995年）画家

### その他ゆかりの人物
- フリードリケ・ハウフェ（1801年 - 1829年）ユルティヌス・ケルトナーの有名な女性患者。ケルトナーの著書「Seherin von Prevorst」（プレフォルシュトの予言者）の中で、そのテレパシー能力が語られている。
- ルドルフ・ハウサー（1910年 - 2003年）肺病専門医、レーヴェンシュタイン病院の創始者の一人で初代院長。市の議員も務めた。
- マンフレート・キーバー（1880年 - 1993年）作家、詩人
- ヴィルヘルム・マイバッハ（1846年 - 1929年）ゴットリープ・ダイムラーとともに世界初の自動車を創った。8歳からレーヴェンシュタインに住んでいた。